# Bulbul comú
El bulbul comú o bulbul barbat (Pycnonotus barbatus) és una espècie d'ocell de la família dels picnonòtids (Pycnonotidae). Habita zones amb arbres i ciutats de la major part de l'Àfrica subsahariana, Àfrica nord-occidental i vall del Nil. El seu estat de conservació es considera de risc mínim.

## Taxonomia
Segons el Handook of the Birds of the World i la quarta versió de la BirdLife International Checklist of the birds of the world (Desembre 2019), el bulbul verdós muntanyenc presenta nou subespècies: (P. b. barbatus, inornatus, gabonensis, arsinoe, schoanus, dodsoni, somaliensis, spurius, layardi i tricolor). Tanmateix, en la llista mundial d'ocells del Congrés Ornitològic Internacional (versió 13.2, juliol 2023) es considera que tan sols les cinc primeres es mantenen en el tàxon original, mentre que les cinc següents es segmenten en tres espècies diferents de la següent manera:
- Pycnonotus barbatus (stricto sensu) - Bulbul comú (spp: barbatus, inornatus, gabonensis, arsinoe, schoanus)
- Pycnonotus dodsoni - Bulbul de Dodson (spp. dodsoni)
- Pycnonotus somaliensis - Bulbul de Somàlia (spp somaliensis).
- Pycnonotus tricolor - Bulbul tricolor (spp: spurius, layardi i tricolor)